# Kościół Niepokalanego Poczęcia Najświętszej Maryi Panny i św. Maksymiliana Marii Kolbe w Mysłowicach
Kościół Niepokalanego Poczęcia Najświętszej Maryi Panny i św. Maksymiliana Marii Kolbe – rzymskokatolicki kościół znajdujący się w Mysłowicach, w dzielnicy Janów Miejski. Świątynia należy do parafii Niepokalanego Poczęcia Najświętszej Maryi Panny i św. Maksymiliana Marii Kolbe w Mysłowicach, w dekanacie mysłowickim w archidiecezji katowickiej.

## Budowa kościoła
10 sierpnia 1972 zakupiono ziemię pod budowę kościoła, ale przygotowania do inwestycji rozpoczęto już wcześniej. Zakupiono barak gospodarczy i rozpoczęto odwierty geologiczne. Ówczesny ordynariusz miejsca, biskup Herbert Bednorz mianował budowniczego nowego kościoła – księdza pochodzącego z Imielina Pawła Bednorza, który przybył do Mysłowic z Jastrzębia Górnego. Wykonanie projektu zlecono architektowi Adamowi Lisikowi. W grę wchodziły trzy koncepcje kształtu kościoła. Jedna w formie gwiazdy, druga w formie koła, trzecia w formie kwadratu. Z powodu geologicznie niepewnego gruntu (szkody górnicze) wybrano trzecią opcję jako najbezpieczniejszą.
Budowę według projektu Adama Lisika nadzorował inż. Franciszek Klimek z Katowic, natomiast pomocą i radą służył kierownik architektury Miejskiej Rady Narodowej w Mysłowicach Bogdan Katerba.
Fundusze na budowę kościoła pochodziły (poza środkami z Kurii Biskupiej) od wiernych z parafii.
Budowa kościoła janowskiego bardzo się przeciągała. Brak przychylności władz, problemy geodezyjne spowodowane szkodami górniczymi skutecznie utrudniały budowę. Problem stanowiła też sprawa ścieków, elektryczności i materiałów budowlanych. Z problemami geologicznymi uporał się inż. F. Klimek, wykładowca Politechniki Śląskiej w Gliwicach. Z pozostałymi ks. Bednorz na bieżąco z pomocą parafian radził sobie sam.
Pod koniec 1972 dokończono fundamenty, aby na wiosnę zaczęły powstawać ściany. Pod koniec 1973 stanęły mury główne. Rozpoczęto prace zbrojeniowe i cementowanie. Na wiosnę 1974 całość pokrył dach, pojawiły się okna i rozpoczęto prace tynkarskie. Przed zimą powstała posadzka i prezbiterium. Prace zakończono w grudniu tegoż roku. Kościół w stanie surowym był już gotowy. 12 grudnia poświęcenia dokonał ks. bp. Herbert Bednorz.
W kolejnych latach wprowadzono nowe elementy wystroju, otynkowano ściany zewnętrzne, wybudowano wieżyczkę. 2 września 1979 r. ordynariusz poświęcił nowe organy. Pod koniec lat osiemdziesiątych powstał cykl witraży autorstwa Wernera Lubosza. Przedstawiają one motywy ukazujące Matkę Bożą oraz św. Maksymiliana. W 1981 rozpoczęła się budowa domu katechetycznego, która została ukończona cztery lata później. W latach 1994–1995 powstała dzwonnica również według projektu Adama Lisika. W kolejnym roku zawieszono w niej dzwony. Największy z nich, ufundowany został przez parafian i otrzymał nazwę: „Matka Boska Niepokalana”. Drugi „Błogosławiony Maksymilian Kolbe” ufundował Urząd Miejski i Miasto Mysłowice a trzeci „Święty Antoni” zawdzięcza parafia prywatnym przedsiębiorcom i właścicielom sklepów.

## Opis kościoła
Świątynia zaprojektowana jest w stylu modernistycznym. Mierzący 17 wysokości kościół powstał na planie kwadratu o boku 24 metrów. Kubatura kościoła wynosi 10 000 m³, a jego powierzchnia 1050 m².
Świątynia posiada dwie kaplice.